# 55384 Muiyimfong
55384 Muiyimfong este o planetă minoră (asteroid) din centura de asteroizi. A fost descoperită pe 25 septembrie 2001 la Observatorul Desert Eagle de William Kwong Yu Yeung și a fost numită după Anita Mui⁠(d). 
Obiectul prezintă o orbită caracterizată de o semiaxă mare de 2,4072923855874 UAi, o excentricitate de 0,14, o înclinație de 3,6 ° în raport cu ecliptica.